# Roche Tower
La Torre Roche è un grattacielo nella città di Basilea. Con i suoi 178 m di altezza è ad oggi il più alto edificio della Svizzera.

## Avanzamento del progetto
Nel 2006 inizia la costruzione del grattacielo, terminata il 20 settembre 2015.

## Usi
Il grattacielo è utilizzato dal colosso farmaceutico Hoffmann-La Roche come sede amministrativa dell'azienda.
La superficie calpestabile dell'edificio è di 76 000 m².